# This is the best day ever
«This is the best day ever» (en español, «Este es el mejor día de todos») es la novena pista del disco I brought you my bullets, you brought me your love lanzado por My Chemical Romance. La canción fue escrita y grabada en un día.

## Letra de la canción
La canción habla sobre la pareja principal del álbum, los Demolition Lovers. Aquí, se encuentran en un hospital con severos problemas, describiéndose que la mujer respira con ayuda de una máquina y que los amantes están en cama y con monitores cardiacos. El título de la canción se refiere a que el día en que dejen atrás todo eso, será el mejor día. Toda esta escena podría ser una metáfora, considerando que el coro dice “you left my heart an open wound” (dejaste en mi corazón una herida abierta).

## Curiosidades
Según las declaraciones de Gerard Way en el DVD Life on the murder scene, esta canción se compuso en el trayecto del hospital al estudio de grabación. Gerard había sido ingresado por fuertes dolores dentales que padeció durante toda la grabación del disco. El título proviene de los comentarios que hacía a sus compañeros de grupo: "El día que salga de aquí, será el mejor día de todos".